# Breckle
Breckle ist eine deutsche Unternehmensgruppe von Matratzen- und Bettenherstellern.

## Geschichte
Das ursprüngliche Unternehmen wurde 1932 durch Emil Breckle in Benningen am Neckar als Polsterbetrieb mit drei Mitarbeitern gegründet. In den 1960er-Jahren spezialisierte es sich auf die Herstellung von Matratzen, später wurden auch Bettgestelle und Lattenrahmen produziert. 1975 expandierte das Unternehmen ins niedersächsische Northeim, wo Siegfried Breckle die Leitung übernahm. Nach der Deutschen Wiedervereinigung folgte 1990 die Expansion ins thüringische Weida. 1999 wurden ein Umsatz von rund 200 Millionen DM erzielt, bei einer täglichen Produktionsmenge von rund 7500 Matratzen. 2002 hatte die Firma unter der Leitung von Andreas Breckle in Deutschland bei den Matratzen einen Marktanteil von 15 Prozent, nach eigenen Angaben 2010 von über 20 Prozent.
2012 ging Breckle eine strategische Partnerschaft mit dem US-Unternehmen Blue Ocean Sleep ein. Das Werk der Breckle GmbH Matratzenfabrik in Northeim wurde 2020 verkauft und ging 2024 in die Insolvenz.
Im Jahr 2022 wurde das Werk Breckle Bietigheim geschlossen.
Der heutige Geschäftsführer, Gerd Breckle, ist ein Enkel des Unternehmensgründers.

## Firmen
- Breckle Matratzenwerk Weida GmbH mit Sitz in Weida-Hohenölsen. Geschäftsführer ist Gerd Breckle.[7]
- Emil Breckle GmbH Matratzenfabrik mit Sitz in Bietigheim-Bissingen. Geschäftsführer ist Gerd Breckle.[8]
- Breckle GmbH, Benninger Bettsysteme mit Sitz in Benningen am Neckar. Geschäftsführer ist Gerd Breckle[9].

## Produkte
Zum Sortiment der Firmen gehören Matratzen, Lattenrahmen, Polster- und Boxspringbetten sowie Bettwaren. Die Gruppe produziert an den Standorten Weida, Benningen am Neckar und Seelbach im Schwarzwald. Beliefert werden Fachhändler, Möbelhäuser und Onlinehändler unter der Marke Breckle oder unter der jeweiligen Eigenmarke des Händlers. Breckle produziert den Schaum ihrer Produkte in einem eigenen Schaumstoffwerk in Weida.